# Hägendorf
Hägendorf est une commune suisse du canton de Soleure, située dans le district d'Olten.

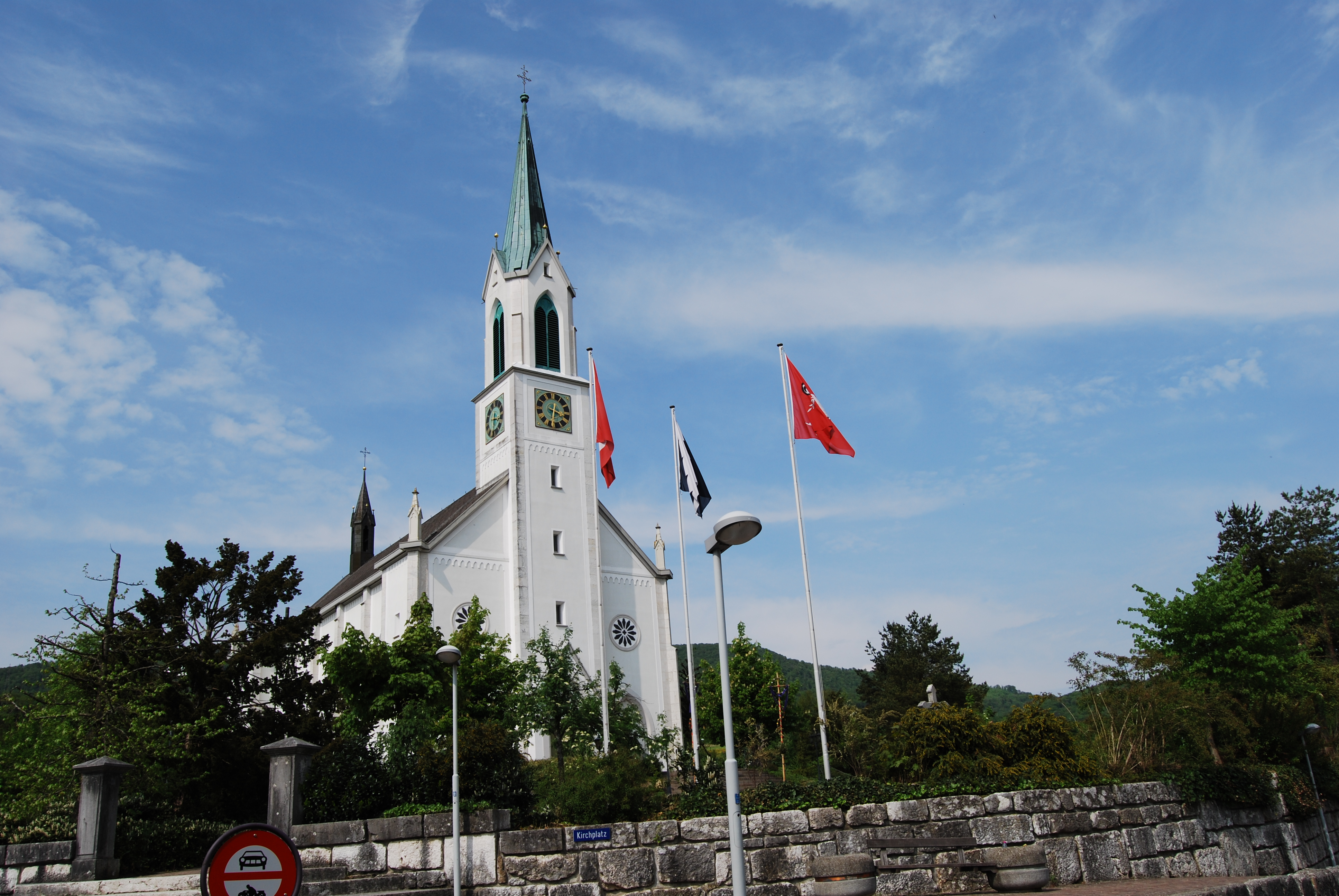
Hägendorf

Vue aérienne (1970)

## Transports
- Ligne ferroviaire CFF Soleure-Zurich
- Autoroute A1 Genève- St. Margrethen, sortie 51, Härkingen
- Autoroute A2 Bâle- Chiasso, sortie 14, Egerkingen